# Línea 148 (Montevideo)
La línea 148 es una línea de ómnibus urbana de Montevideo, que une la Aduana con Aviación Civil, la Terminal Colón o el Camino Fauquet. En la noche y los domingos tiene como base de salida la Aduana y en el resto del día desde la Terminal Ciudadela

## Características
Fue creada en 1930 con la denominación de línea Fb. Con la confirmación de la Compañía Uruguaya de Transportes Colectivos, Recibe la denominación de línea 148. En 2012 con la inauguración de la Terminal Colón se crearía la línea G4 para sustituir en los fines de semana a la línea 148 en el tramo que comprende dicha terminal y la Aviación Civil, teniendo en consecuencia que su recorrido tuviera como destino la terminal mencionada. Posteriormente, en 2015, fue suprimida debido a la baja rentabilidad.

## Recorridos
En ambos sentidos recorre los barrios Aduana, Ciudad Vieja, Centro, Cordón, La Aguada, Arroyo Seco, Reducto, Brazo Oriental, Prado, Paso de las Duranas, Sayago, Peñarol Norte, Colón, Melilla y Rincón de Melilla.
| Ida - Terminal Aduana - Juan Lindolfo Cuestas - Buenos Aires - Liniers - San José - Andes - Mercedes - Río Branco - Paysandú - Avenida Daniel Fernández Crespo - Avenida de las Leyes - Batoví - Yatay - Avenida General San Martín - Avenida Millán - Avenida Sayago - Camino Ariel - Corredor Garzón - Avenida Lezica - Yegros - Carve (Parque Ambientalista) - Caacupé - Avenida Lezica - Camino Melilla - (Aeropuerto de Melilla) | Vuelta - (Aeropuerto de Melilla) - Camino Melilla - Avenida Lezica - Avenida General Eugenio Garzón - Camino Ariel - Avenida Sayago - Avenida Millán - Avenida Gral San Martín - Avenida Agraciada - Avenida de las Leyes - Madrid - Magallanes - Miguelete - Arenal Grande - Uruguay - 25 de Mayo - Juncal - Cerrito - Juan Lindolfo Cuestas - Terminal Aduana |

| Ida - Terminal Ciudadela - Juncal - Piedras - Cerro Largo - Florida - Mercedes - Río Branco - Paysandú - Avenida Daniel Fernández Crespo - Avenida de las Leyes - Batoví - Yatay - Avenida General San Martín - Avenida Millán - Av. Sayago - Camino Ariel - Corredor Garzón - Avenida Lezica - Yegros - Carve (Parque Ambientalista) - Caacupé - Avenida Lezica - Camino Melilla - (Aeropuerto de Melilla) | Vuelta - (Aeropuerto de Melilla) - Camino Melilla - Avenida Lezica - Avenida General Eugenio Garzón - Camino Ariel - Avenida Sayago - Avenida Millán - Avenida Gral San Martín - Avenida Agraciada - Avenida de las Leyes - Madrid - Magallanes - Miguelete - Arenal Grande - Uruguay - 25 de Mayo - Terminal Ciudadela |

| Ida - ...Ruta habitual - Avenida Lezica - Camino Melilla - Camino Fauquet, hasta escuela. | Vuelta - Camino Fauquet - Camino Melilla - Avenida Lezica - Continua por su ruta habitual... |

| Ida - ...Ruta Habitual - Corredor Garzón - Camino Colman - Andén 7 (Terminal Colón) | Vuelta - Andén 3 (Terminal Colón) - Camino Colmán - Corredor Garzón - Continúa por su ruta habitual... |